# TV Prima

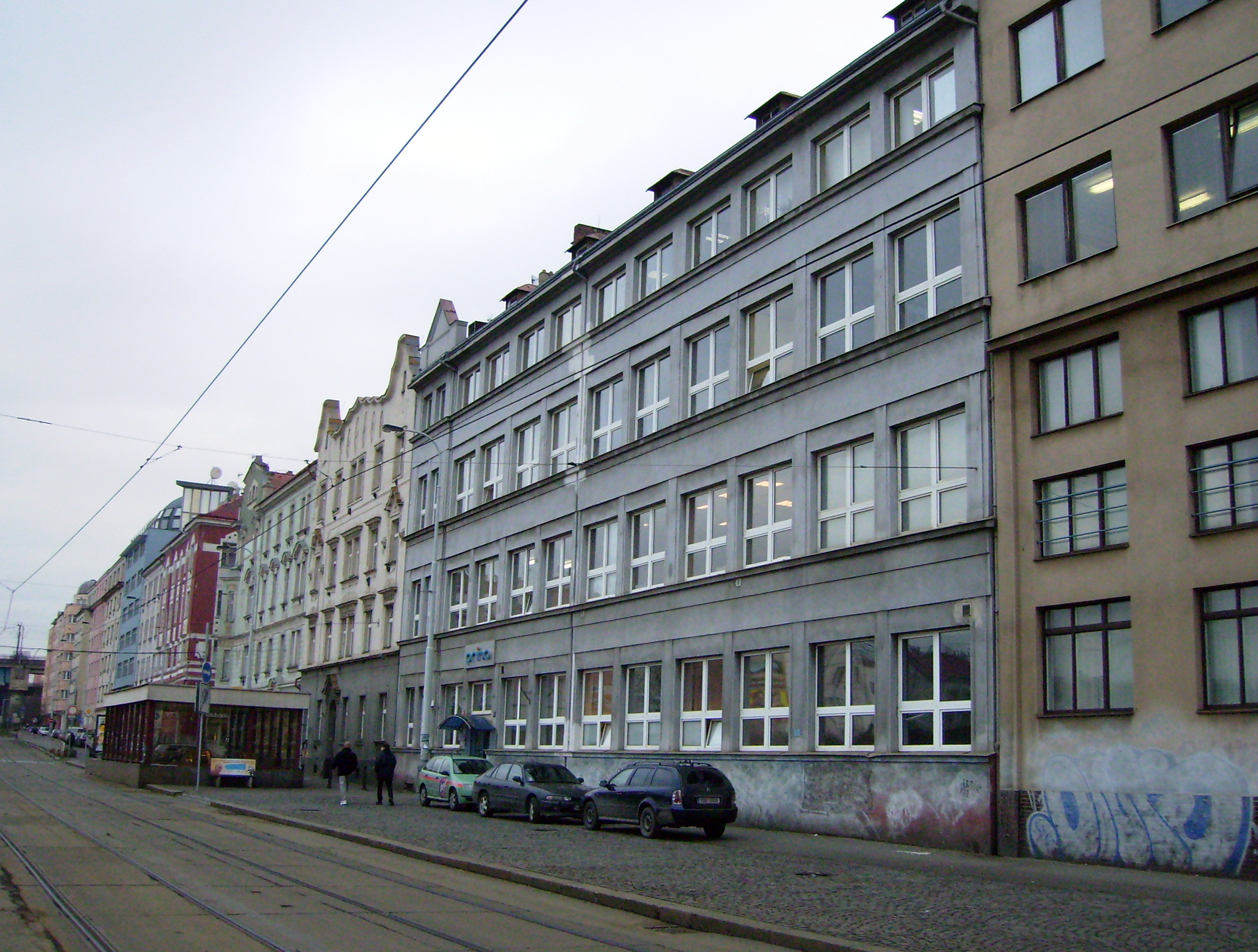
Будівля каналу Prima TV в Празі.

TV Prima (офіційна назва Prima televize) є чеське приватне телебачення. Канал транслює свій сигнал з Праги. Наразі телеканал належить фірмі FTV Prima.
Канал розпочав трансляцію 1992 року. Спочатку лише в Празі та Центральній Богемії під ім'ям FTV Premiéra, пізніше Premiéra TV. Канал отримав ліцензію на трансляцію в 1994 році під умовою що частина часу буде віддана для місцевих і регіональних трансляцій. Але насправді ця пропорція була знижена. Ім'я телеканалу «Prima televize» з 1997. У 2003 році ліцензію телеканалу було подовжено 28 червня 2018 р.

## Шоу
Чеський телеканал ретранслює багато відомих шоу та серіалів:
- Відчайдушні домогосподарки,
- Анатомія Грей,
- Герої,
- Survivor,
- Надприродне,
- Who Wants to Be a Millionaire?,
- America's Next Top
- та ін.